# Ирена Варадинова
Ирена Иванова Маринова-Варадинова е българска юристка и политик, народен представител от парламентарната група на НДСВ в XXXIX народно събрание, по професия адвокат.

## Биография
Ирена Варадинова е родена на 9 февруари 1967 година в град Русе, Народна република България.
През 2004 година клуб „Журналисти срещу корупцията“ публикува класация за най-мързелив в XXXIX народно събрание сред които е и Ирена Варадинова.